# Daïra de Charef
La daïra de Charef est une circonscription administrative algérienne située dans la wilaya de Djelfa. Son chef-lieu est situé sur la commune éponyme de Charef.
La daïra regroupe les trois communes:
- Charef
- El Guedid
- Beni Yagoub